# پارک ملی کوه‌های توموکوماکی
پارک ملی کوه‌های توموکوماکی (پرتغالی: Parque Nacional Montanhas do Tumucumaque) در جنگل‌های آمازون و در ایالت‌های آماپا و پارای برزیل قرار دارد. این پارک ملی از شمال به گویان فرانسه و سورینام محدود می‌شود.

## تاریخچه
توموکوماکی در ۲۳ اوت ۲۰۰۲ توسط دولت برزیل و با همکاری صندوق جهانی طبیعت به عنوان پارک ملی معرفی شد و بخشی از دالان تنوع زیستی آماپا است که در سال ۲۰۰۳ بنیادگذاری شد. واحد محافظت این پارک ملی توسط برنامه مناطق حفاظت‌شده منطقه آمازون پشتیبانی می‌شود.

## موقعیت
پارک ملی کوه‌های توموکوماکی دارای مساحتی بیش از ۳۸٬۸۰۰ کیلومتر مربع (بزرگ‌تر از کشور بلژیک) است که آن را مبدل به بزرگ‌ترین پارک ملی جنگل‌های گرمسیری ساخته‌است. با احتساب مساحت پارک آمازونی گویان که یک پارک ملی در گویان فرانسه است و در مرز پارک ملی کوه‌های توموکوماکی قرار دارد، مساحت این پارک ملی به ۵۹٬۰۰۰ کیلومتر مربع افزایش می‌یابد.
این پارک ملی زیستگاه جگوار، نخستی‌سانان، لاک‌پشت و عقاب هارپی است.